# Плюти (Вармінсько-Мазурське воєводство)
Плюти (пол. Pluty, нім. Plauten) — село в Польщі, у гміні Пененжно Браневського повіту Вармінсько-Мазурського воєводства.
Населення — 85 осіб (2011).
У 1975-1998 роках село належало до Ельблонзького воєводства.

## Демографія
Демографічна структура станом на 31 березня 2011 року:
|          | Загалом | Допрацездатний вік | Працездатний вік | Постпрацездатний вік |
| -------- | ------- | ------------------ | ---------------- | -------------------- |
| Чоловіки | 41      | 4                  | 28               | 9                    |
| Жінки    | 44      | 5                  | 18               | 21                   |
| Разом    | 85      | 9                  | 46               | 30                   |